# Mark Indelicato
Mark Indelicato (Philadelphia, Pennsylvania, 16. travnja 1994.) je američki glumac. Najpoznatiji je po ulozi Justina Suareza u TV seriji "Ružna Betty".